# Dị ứng sữa

## Định nghĩa và triệu chứng
Dị ứng sữa là một phản ứng miễn dịch bất lợi với một hoặc nhiều protein trong sữa bò. Khi các triệu chứng dị ứng xảy ra, những triệu chứng này có thể khởi phát nhanh chóng hoặc từ từ. Trước đây có thể bao gồm sốc phản vệ, một tình trạng có khả năng đe dọa đến tính mạng tiềm ẩn được điều trị bằng epinephrine. Sau này có thể mất hàng giờ mới xuất hiện, với các triệu chứng bao gồm viêm da dị ứng, viêm thực quản, bệnh lý ruột liên quan đến ruột non và viêm trực-kết tràng liên quan đến trực tràng và đại tràng.

## Nguyên nhân
Tại Hoa Kỳ, 90% phản ứng dị ứng với thực phẩm do tám loại thực phẩm gây ra, với sữa bò là phổ biến nhất. Công nhận rằng một số lượng nhỏ các loại thực phẩm chịu trách nhiệm cho phần lớn các dị ứng thực phẩm đã dẫn đến các yêu cầu liệt kê danh sách nổi bật các chất gây dị ứng phổ biến này, bao gồm sữa, trên nhãn thực phẩm. Một chức năng của hệ thống miễn dịch là để bảo vệ chống nhiễm trùng bằng cách nhận ra các protein ngoại sinh. Chúng không nên phản ứng quá mức với protein có trong thực phẩm. Axit dạ dày làm cho hầu hết các protein trở nên biến tính, nghĩa là bị phá hủy cấu hình 3 chiều, và do đó làm mất đi tính dị ứng. Nhiệt độ qua nấu ăn cũng có tác dụng tương tự. Dung nạp miễn dịch là một biện pháp bảo vệ khác không phản ứng quá mức với các protein thực phẩm.

## Quản lí dị ứng
Quản lý dị ứng là bằng cách tránh ăn bất kỳ thực phẩm từ sữa hoặc thực phẩm có chứa thành phần sữa. Ở những người có cơ địa phản ứng nhanh (dị ứng sữa trung gian - IgE) thì liều có khả năng kích thích phản ứng dị ứng có thể chỉ vài miligam, vì vậy khuyến nghị tránh sữa một cách nghiêm ngặt. Thông báo về sự hiện diện một lượng nhỏ sữa có trong sữa hoặc thực phẩm không bắt buộc ở bất kỳ quốc gia nào, ngoại trừ Brazil.

## Dịnh tễ học
Dị ứng sữa ảnh hưởng đến 2% đến 3% trẻ sơ sinh và trẻ nhỏ. Để giảm thiểu rủi ro, khuyến cáo trẻ sơ sinh nên được bú sữa mẹ hoàn toàn trong ít nhất bốn tháng đầu, tốt nhất là sáu tháng trước khi dùng sữa bò. Nếu có tiền sử gia đình có dị ứng sữa thì sữa đậu nành có thể được cân nhắc, nhưng khoảng 10 đến 15% trẻ bị phản ứng dị ứng với sữa bò cũng sẽ phản ứng với đậu nành. Đa số trẻ em đều bị dị ứng sữa, nhưng trong khoảng 0,5% vẫn kéo dài đến tuổi trưởng thành. Phương pháp miễn dịch qua đường miệng (OIT- Oral ImmunoTherapy)  đang được nghiên cứu, nhưng vẫn chưa có lợi ích rõ ràng.